# Óblast del Voisko del Don
La óblast del Voisko del Don (del ruso: Область Войска Донского), es decir, la región del Ejército del Don, del Imperio ruso era el nombre oficial del territorio de los cosacos del Don, que coincidía más o menos con el actual óblast de Rostov, en la Rusia actual. Su centro administrativo era Cherkask, y más tarde Novocherkask.
La provincia comprendía las áreas donde los cosacos del Don estaban asentados en el Imperio ruso. Desde 1786 el territorio era llamado oficialmente las Tierras del Ejército del Don (del ruso: Zemlyá Voyska Donskogo), rebautizándose como Óblast del Ejército del Don en 1870.
En 1913, la óblast, con un área de unos 165 000 km², tenía unos 3.8 millones de habitantes. De estos, el 55 % eran cosacos que poseían toda la tierra, el resto de la población eran ciudadanos o trabajadores agrícolas de otras partes de Rusia.

## Después de la revolución

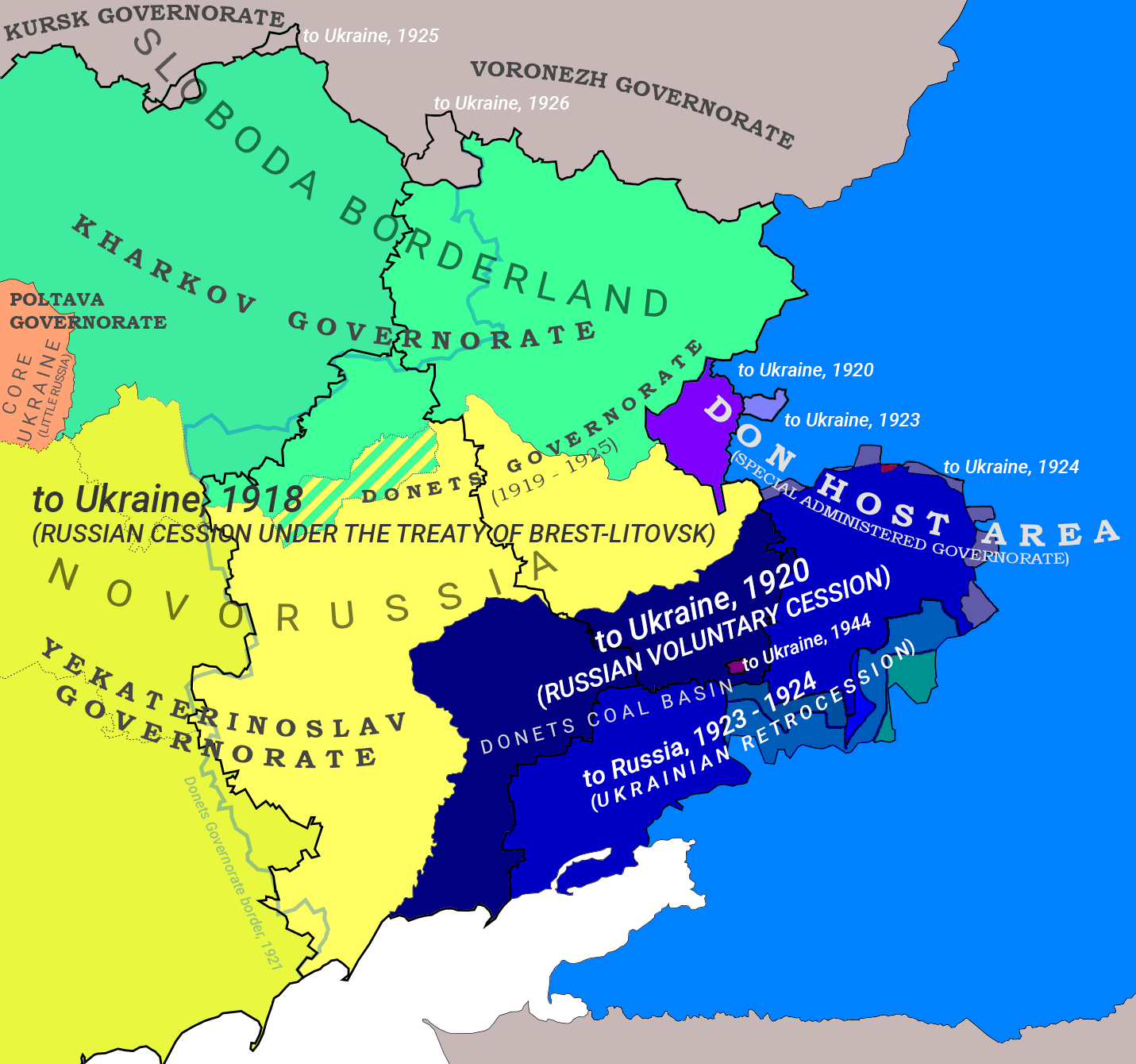
Transferencia de territorios a Ucrania

Esta subdivisión fue abolida en 1920, de la mayor parte de él se creó el óblast del Don, que fue incluido en el krai del Cáucaso Norte en 1924.